# Pijijiapan (község)
Pijijiapan község Mexikó Chiapas államának délnyugati részén, Istmo-Costa régióban. 2010-ben lakossága kb. 50 000 fő volt, ebből mintegy 17 000-en laktak a községközpontban, Pijijiapanban, a többi 33 000 lakos a község területén található 787 kisebb településen élt. Neve a piroscsőrű fütyülőlúd helyi elnevezéséből, a pijije szóból származik. Ez a madár látható címerében is.

## Fekvése
A község Chiapas állam délnyugati részén terül el, a Csendes-óceán partján. Területének mintegy felét parti síkság foglalja el, másik felét a parttal párhuzamosan futó Közép-Amerikai Kordillerák lejtői. Ezek a község területén már közel 2500 méteres magasságba emelkednek. A bőséges csapadéknak (évi 1500–4000 mm) köszönhetően számos folyó és patak érkezik a hegyekből, közülük a jelentősebbek az El Mosquito, a San Isidro, a San Diego, a La Flor, az Urbina, a Pijijiapan, a Coapa, a La Vaca, a Margaritas, az Arroyo Bobos és a Las Arenas. A síkságon, főként a part közelében több tó is kialakult, a legnagyobbak a Carreta, a Pampa, a Mosquito, az Agua Tendida és a Madresalito. A község területének több mint felét legelők foglalják el, a parton mintegy 9%-ot mangroveerdő borít, vadon és egyéb erdők pedig körülbelül az egyharmad részét teszik ki, főként a hegyvidékeken.

## Népesség
A község lakóinak száma a közelmúltban hullámzott: hol csökkent, hol nőtt. A változásokat szemlélteti az alábbi táblázat:
| Év   | Lakosság |
| ---- | -------- |
| 1990 | 43 248   |
| 1995 | 47 616   |
| 2000 | 46 949   |
| 2005 | 46 439   |
| 2010 | 50 079   |

## Települései
A községben 2010-ben 788 lakott helyet tartottak nyilván, de nagy részük igen kicsi: 594 településen 10-nél is kevesebben éltek. A jelentősebb helységek:
| Település                             | Lakosság (2010) |
| ------------------------------------- | --------------- |
| Pijijiapan (községközpont)            | 16 917          |
| Las Brisas                            | 1718            |
| San Isidro                            | 1626            |
| Joaquín Miguel Gutiérrez (Margaritas) | 1617            |
| Tamaulipas (Joaquín Amaro)            | 1567            |
| El Carmen                             | 1416            |
| Hermenegildo Galeana                  | 1158            |
| El Palmarcito                         | 1135            |
| La Esperanza (El Zapotal)             | 1031            |
| Progreso                              | 867             |
| La Central                            | 816             |
| Miguel Alemán Valdez (Jericó)         | 794             |
| Guanajuato                            | 708             |
| Plan de Ayala                         | 662             |
| Nueva Coapa (Estación Echegaray)      | 636             |
| Nuevo Milenio Santa Cruz la Central   | 619             |